# Ulrich von Hutten
Ulrich von Hutten (Burg Steckelberg, 21 aprile 1488 – Isola di Ufenau, 29 agosto 1523) è stato un umanista e cavaliere tedesco. 
Studiò teologia all'Università di Greifswald e lottò per il rinnovamento dell'Impero e la sua indipendenza dal Papato.

## Biografia
Parente di Philipp von Hutten, criticò apertamente la Chiesa cattolica romana e fu un seguace della Riforma protestante ma, a differenza di Lutero, cercò di attuare la Riforma non solo per via politica, ma anche con l'uso della forza. Capeggiò la rivolta dei cavalieri contro i grandi feudatari e la Chiesa cattolica, depredando e spogliando chiese e castelli. La rivolta fu però soffocata dopo poco per opera di principi dell'Assia e del Palatinato, organizzati in una lega. Cercò anche di convincere Erasmo da Rotterdam ad unirsi a lui, ma Erasmo rifiutò, rifiutando anche di vedere Hutten quando questi andò a Basilea nel 1523, malato e povero, per incontrarlo. Lutero stesso prese le distanze dal suo operato.
Si deve a lui, nel 1517, la prima pubblicazione a stampa de La falsa Donazione di Costantino dell'umanista italiano Lorenzo Valla che confutò l'autenticità della cosiddetta "Donazione di Costantino". Nello stesso anno venne incoronato poeta laureato dall'imperatore Massimiliano I. Negli ultimi anni di vita, rimase in esilio nell'isola di Ufenau, sul lago di Zurigo, dove morì di sifilide. Von Hutten scrisse anche dei Dialoghi in cui ricorse a una satira ferocemente aggressiva propugnando un impero basato sulla piccola nobiltà (di cui lui faceva parte) e coalizzato contro il Papato. Il rifugio del teologo nell'isola e la sua morte sono descritti nel poema di Conrad Ferdinand Meyer, Huttens letzte Tage (Gli ultimi giorni di Hutten).